# Modderalen
De Modderalen (Heterenchelyidae) vormen een familie straalvinnige vissen uit de orde van palingachtigen (Anguilliformes). Er zijn 8 soorten bekend, verdeeld over 2 geslachten. De vissen komen uitsluitend voor in de Atlantische Oceaan en oostelijke Grote Oceaan.
De Modderalen zijn tropische vissen met een grote bek en kieuwen die laag op het lichaam zitten.

## Geslachten
- Panturichthys Pellegrin, 1913
- Pythonichthys Poey, 1868